# Ekkehart Kröner
Ekkehart Kröner (* 17. November 1919 in Berlin; † 19. April 2000 in Stuttgart) war ein deutscher theoretischer Physiker und Hochschullehrer.  

## Leben
Ekkehart Kröner wuchs in Potsdam auf. Nach dem Abitur 1937 wurde er zum Wehrdienst eingezogen und musste auch im Zweiten Weltkrieg dienen. Er geriet in sowjetische Kriegsgefangenschaft und kehrte erst 1948 zurück. Von 1948 bis 1954 studierte er Physik an der Universität Stuttgart. Nach seinem Diplom promovierte und habilitierte er dort auch. Nach einem einjährigen Aufenthalt am Massachusetts Institute of Technology (MIT) erhielt er Rufe nach Aachen, Hannover und Clausthal. Von 1963 bis 1969 war er ordentlicher Professor für Theoretische Physik an der Technischen Universität Clausthal und anschließend bis zu seiner Emeritierung im Jahre 1985 als Nachfolger von Ulrich Dehlinger Inhaber eines Lehrstuhls am Institut für Theoretische und Angewandte Physik der Universität Stuttgart.
International bekannt wurde Kröner durch seine Arbeiten zur Theorie der Plastischen Verformung von Metallen durch Versetzungen und Eigenspannungen.

## Auszeichnungen und Ehrungen
1961 wurde er dafür mit dem Physikpreis der Deutschen Physikalischen Gesellschaft (DPG) ausgezeichnet. Außerdem erhielt er die Ehrendoktorwürde an der Universität St. Petersburg und an der Universität Metz. Seit 1963 war er Mitglied der Braunschweigischen Wissenschaftlichen Gesellschaft.

## Veröffentlichungen
- Kontinuumstheorie der Versetzungen und Eigenspannungen, Berlin und Heidelberg, Springer 1958
- Trends in applications of pure mathematics to mechanics, Berlin und Heidelberg, Springer 1986, ISBN 3-540-16467-7